# Anthony Fauci
Anthony Stephen Fauci, né le 24 décembre 1940 à Brooklyn, est un immunologue américain. De 1984 à 2022, il est le directeur de l'Institut national des allergies et maladies infectieuses (NIAID), un centre de recherche du département américain de la Santé.
Son travail, en tant que chercheur et directeur du NIAID, a permis des avancées importantes dans le domaine du sida et autres cas d'immunodéficience.
Il a été conseiller en chef pour la santé publique de huit présidents américains successifs, de Ronald Reagan à Joe Biden, dont Donald Trump (pendant 4 ans). Durant la pandémie de Covid-19 aux États-Unis, il a été nommé à la cellule de crise de l'administration Trump sur le coronavirus (White House Coronavirus Task Force), jouant un rôle de premier plan, tant en termes de communication sur le virus, qu'en termes de stratégie et de conseil pour le combattre. Anthony Fauci a alors souvent dû contredire le président Donald Trump .
Il décide de quitter ses fonctions à l'âge de 82 ans.

## Biographie

### Éducation
Anthony Stephen Fauci naît le 24 décembre 1940 dans le quartier de Brooklyn à New York. Il grandit dans une famille d'origine italienne, dans la religion catholique. Son père, Stephen A. Fauci, est pharmacien, et sa mère, Eugenia A. Fauci, femme au foyer.[réf. nécessaire] Sorti avec son diplôme de fin d'études secondaires de la Regis High School de New York, il commence des études supérieures au College of the Holy Cross, et obtient son doctorat en médecine à la faculté de médecine de l'université Cornell (Cornell University Medical College) en 1966. Il fait ensuite son internat à New York, au Cornell Medical Center.

### Carrière
En 1968, il entre aux Instituts américains de la santé (National Institutes of Health, NIH) et travaille comme clinicien associé au laboratoire d'études cliniques (Laboratory of Clinical Investigation (LCI)) au sein NIAID.
En 1974, il devient responsable du département de physiologie clinique avant d'être nommé responsable du laboratoire d'immunorégulation en 1980, fonction qu'il occupe toujours. En 1984, il est nommé directeur du NIAID, qui a la responsabilité d'un large éventail de recherches, fondamentales et appliquées, sur les infections et les maladies auto-immunes.
Anthony Fauci est membre de l'Académie nationale des sciences, de l'Académie américaine des arts et des sciences, membre du Conseil de l'Institute of medecine, de la Société américaine de philosophie, de l'Académie royale danoise des sciences et des lettres. Il appartient également à de nombreuses sociétés professionnelles, notamment la Société américaine de recherches cliniques, la Société américaine des maladies infectieuses et l'Association américaine des immunologistes.
Il est membre du comité de rédaction de plusieurs journaux scientifiques, éditeur du Harrison's Principles of Internal Medicine et auteur, coauteur ou directeur de publication de plus de 1 000 publications scientifiques ou manuels universitaires.
En août 2022, Anthony Fauci a précisé qu’il se retirerait en décembre 2022 de son poste de directeur de l’Institut national des allergies et des maladies infectieuses.

## Recherches médicales
Les nombreux travaux de Fauci sur la régulation des réponses immunitaires humaines ont notamment éclairé les mécanismes par lequel les agents immunosuppresseurs s'adaptent à la réponse immunitaire humaine. Ils lui ont permis de développer des thérapies pour des maladies jadis fatales, telle que la périartérite noueuse, la granulomatose de Wegener et la granulomatose lymphomatoïde.
En 1985, une enquête administrée par l'université Stanford auprès des membres de l'American Rheumatism Association cite le travail d'Anthony Fauci sur le traitement de la périartérite noueuse et la granulomatose de Wegener comme une des avancées majeures des 20 dernières années dans le domaine de la rhumatologie.
Fauci a également développé les connaissances sur la manière dont le VIH détruit les défenses de l'hôte pour progresser vers le sida. Il a montré que l'expression de cytokine endogène induit l'expression du VIH, et a joué un rôle important dans le développement de stratégies pour le suivi thérapeutique et la reconstruction immunitaire des patients souffrant de cette maladie, ainsi que pour la vaccination préventive contre les infections par le VIH. Ses recherches actuelles se concentrent sur l'identification de la nature des mécanismes immunopathogènes des infections au VIH et la portée des réponses immunitaires au VIH.
En 2003, l'Institut pour l'information scientifique classe Fauci au treizième rang des scientifiques les plus cités entre 1983 et 2002. Il figure au neuvième rang en immunologie pour la période située entre le 1er janvier 1993 et le 30 juin 2003.

## Pandémie de Covid-19
Au début de la pandémie de Covid-19, il est nommé le 29 janvier 2020 à la cellule de crise de l'administration Trump sur le coronavirus (White House Coronavirus Task Force).
Il y joue un rôle de premier plan tant en termes de communication sur le virus qu'en termes de stratégie et de conseil : personne la plus écoutée de l'administration américaine, bien que Donald Trump le contredise régulièrement voire menace de le « virer », il intervient chaque soir à la télévision afin d'informer les Américains sur l'évolution de la situation. Il contredit parfois le président Donald Trump, par exemple lorsque celui-ci minimise les risques sanitaires ou avance des méthodes de traitement ressemblant plutôt à des plaisanteries telles que : « Supposons que l’on frappe le corps avec des UV ou une lumière puissante, ou supposons qu’on amène la lumière à l’intérieur du corps, ce que l’on peut faire à travers la peau ou… Et puis, il y a le désinfectant, qui détruit le virus en une minute. Est-ce qu’on pourrait l’injecter dans le corps pour le nettoyer ? ».
Anthony Fauci a été critiqué[Qui ?] pour sa gestion de la pandémie, sa politique de confinement, de vaccination concernant tous les groupes d'âge dont les étudiants et les enfants au lieu de se focaliser sur les groupes à risque, son plaidoyer pour la fermeture des écoles considérant ses effets négatifs sur les enfants, ainsi que la sous-estimation des dommages collatéraux pour la santé publique des décisions prises dans le cadre de lutte contre la pandémie.
Il a également fait l'objet de nombreuses et vives réactions complotistes des partisans de Donald Trump, souvent issus de l'alt-right. Des vidéos complotistes le concernant ont accumulé des centaines de milliers de vues en quelques jours, tandis que des publications accusatrices sur Facebook ont été fortement diffusées. « Le torrent d'insultes et de mensonges visant à discréditer le docteur Fauci est, selon le New York Times, un exemple des informations hyper partisanes ayant entraîné un décalage dans la façon de penser des Américains ».
Dans les critiques visant Anthony Fauci, son ancienne collaboratrice et complotiste Judy Mikovits s'est particulièrement illustrée. Lorsqu’on leur a demandé de commenter certaines des allégations formulées par cette dernière contre Anthony Fauci, les NIH et le NIAID ont déclaré à NPR : « Les National Institutes of Health et le National Institute of Allergy and Infectious Diseases se concentrent sur la recherche critique visant à mettre fin à la pandémie de COVID-19 et à empêcher de nouveaux décès. Nous ne nous engageons pas dans des tactiques de la part de certains qui cherchent à faire dérailler nos efforts ».
Début 2021, il est maintenu à son poste par Joe Biden.
En 2021, des médias américains publient une partie des e-mails échangés entre Anthony Fauci et d'autres chercheurs, de janvier à juin 2020, concernant l'étude du Covid-19. Une partie importante des e-mails avaient des passages censurés, ce qui a entraîné des spéculations et des théories du complot, en particulier sur l'origine du Covid. Certains commentateurs accusent Fauci d'avoir fait pression pour convaincre des chercheurs favorables à l'hypothèse « lab leak » (hypothèse que le virus se serait échappé d'un laboratoire de Chine) de mentir publiquement et de présenter cette hypothèse comme peu crédible. En novembre 2022, tous les e-mails sont publiés non censurés, et révèlent que les spéculations étaient non fondées. En réalité les chercheurs ont décidé d'éviter de parler de cette hypothèse en l'absence de preuves suffisantes car ils considéraient que spéculer pourrait être contreproductif dans la lutte mondiale contre l'épidémie de Covid ; les chercheurs ayant déjà prouvé que le virus n'a pas été fabriqué par l'homme et a une origine naturelle, même s'il avait fuité d'un laboratoire,.
Le 20 janvier 2025, au dernier jour de sa présidence, Joe Biden lui accorde une grâce préventive, destinée à empêcher toute poursuite judiciaire de la part de l'administration Trump,.

## Distinctions

### Récompenses
- 1979 : prix Arthur S. Flemming (en) ;
- 1989 : prix Maxwell-Finland (en) [18] ;
- 1992 : Dr. Nathan Davis Awards (en) dans la catégorie Membre exécutif du Service public ;
- 1995 : prix Ernst-Jung (en) dans la catégorie Médecine ;
- 1999 : Robert J. and Claire Pasarow Foundation Medical Research Award ;
- 2002 : prix Albany ;
- 2005 : National Medal of Science ;
- 2005 : American Association of Immunologists Lifetime Achievement Award (en) ;
- 2007 : prix Lasker-Bloomberg pour le bien public, partagé avec Alain Carpentier et Ralph Steinman : les docteurs Steinmann et Fauci ont reçu chacun 150 000 U$D et les docteurs Starr et Carpentier chacun 75 000 USD [19] ;
- 2008 : médaille présidentielle de la Liberté ;
- 2010 : prix Paul-Janssen pour la recherche biomédicale (en) ;
- 2013 : prix Prince-Mahidol ;
- 2013 : médaille d'or Robert-Koch (de) ;
- 2016 : Canada Gairdner Global Health Award (en).
- 2020 : prix international de l'Inserm
- 2020 : Nature's 10
- 2020 : prix John-Maddox.

### Doctoratshonoris causa
Anthony Fauci a reçu de plus quarante-cinq doctorats honoris causa :
- College of the Holy Cross en Sciences (1987)[21]
- Neumann University (en) (1990)[22]
- Bates College (1993)[23]
- Université de Rochester (1999)[24]
- Université de Princeton en Science (4 juin 2002)[25]
- Université Yale (2003)[26]
- Université Emory (2003)[27]
- Université Loyola de Chicago en Science (2006)[28]
- Université d'État de Pennsylvanie en Science (2007)[29]
- Université Harvard en Science (2009)[30]
- Siena College (2011)[31]
- Brooklyn College (31 mai 2012)[32]
- Université de Miami (12 mai 2012)[33]
- Université Columbia en Science (mai 2015)[34]
- Université Johns-Hopkins (mai 2015)[35]
- Université George-Washington (27 mai 2015)[36]
- Université d'État de l'Ohio (8 mai 2016)[37]
- Université de Boston (15 mai 2018)[38]

## Sélection de publications
- (en) Fauci AS, Dale DC, Balow JE. « Glucocorticosteroid therapy: mechanisms of action and clinical considerations » Ann Intern Med. 1976 Mar;84(3):304-15. PMID 769625
- (en) Fauci AS, Haynes B, Katz P. « The spectrum of vasculitis: clinical, pathologic, immunologic and therapeutic considerations » Ann Intern Med. 1978 Nov;89(5 Pt 1):660-76. PMID 31121
- (en) Fauci AS, Haynes BF, Katz P, Wolff SM. « Wegener's granulomatosis: prospective clinical and therapeutic experience with 85 patients for 21 years » Ann Intern Med. 1983 Jan;98(1):76-85. PMID 6336643
- (en) Fauci AS, Macher AM, Longo DL, Lane HC, Rook AH, Masur H, Gelmann EP. NIH conference. « Acquired immunodeficiency syndrome: epidemiologic, clinical, immunologic, and therapeutic considerations » Ann Intern Med. 1984 Jan;100(1):92-106. PMID 6318629
- (en) Fauci AS. « The human immunodeficiency virus: infectivity and mechanisms of pathogenesis » Science 1988 Feb 5;239(4840):617-22. PMID 3277274
- (en) Pantaleo G, Graziosi C, Fauci AS. « New concepts in the immunopathogenesis of human immunodeficiency virus infection » N Engl J Med 1993 Feb 4;328(5):327-35. PMID 8093551
- (en) Chun TW, Fauci AS. « Latent reservoirs of HIV: obstacles to the eradication of virus » Proc Natl Acad Sci U S A. 1999 Sep 28;96(20):10958-61. DOI 10.1073/pnas.96.20.10958 PMID 10500107
- (en) Morens DM, Folkers GK, Fauci AS. « The challenge of emerging and re-emerging infectious diseases » Nature 2004 Jul 8;430(6996):242-9. PMID 15241422
- (en) Johnston MI, Fauci AS. « An HIV vaccine--challenges and prospects » N Engl J Med. 2008 Aug 28;359(9):888-90. PMID 18753644
- (en) Fauci AS, Braunwald E, Kasper DL, Hauser SL, Longo DL, Jameson JL, Loscalzo J, eds. Harrison's principles of internal medicine, 17th ed. New York: McGraw-Hill Medical, 2008.  (ISBN 978-0-07-159991-7)